# Електронна спектроскопія
Електрóнна спе́ктроскопíя — аналітичний метод дослідження електронної структури атомів і молекул та її динаміки, розділ фізики, який вивчає розподіл інтенсивності потоку електронів в залежності від їхньої кінетичної енергії. Електронна спектроскопія поєднує низку експериментальних методів, які дозволяють отримувати спектри електронів для подальшого аналізу. Наприклад у фотоелектронній спектроскопії реєструють спектр фотоелектронів, що вилетіли із досліджуваного зразка під дією світла.
Метод зародився в Уппсальському університеті (Швеція), автором виступив Кай Сігбан, за що отримав в 1981 році Нобелівську премію. Значними центрами розвитку електронної спектроскопії є Москва, Єкатеринбург, Санкт-Петербург та Іжевськ.
Особливістю електронної спектроскопії є мала глибина аналізуючого шару, яка визначається середньою довжиною вільного пробігу електронів від одиниць і десятків атомних шарів для металів до сотень і тисяч шарів для напівпровідників та ізоляторів. Ці можливості методу роблять його незамінним у фізиці, хімії та матеріалознавстві при дослідженні електронної структури, хімічних зв'язків, процесів, які проходять на поверхні в мікроелектроніці, емісійній електроніці, оптиці та інших областях, де визначний вплив на властивості здійснює поверхня.
В Удмуртії метод електронної спектроскопії розвивається у Фізико-математичному інституті Уральського відділення РАН, УдДУ, ІжДТУ та використовується на підприємствах «Іжмаш», Іжевський механічний завод та Іжевський мотозавод. Іжевськ — провідний центр Росії по розробці та виготовленню електронних магнітних спектрометрів. Великі спеціалісти в області електронної спектроскопії, лауреати Державної премії СРСР та Удмуртії — доктор технічних наук Віктор Трапезников та доктор фізико-математичних наук Ірина Шабанова.
До електронної спектроскопії належать:
- Фотоелектронна спектроскопія
  - Рентгенівська фотоелектронна спектроскопія
  - Фотоелектронна спектроскопія з кутовим розділенням
- Оже-спектроскопія
- Дифракція низькоенергетичних електронів
- Розсіювання низькоенергетичних електронів
- Тунельна спектроскопія